# آتش‌بس ژوئیه ۲۰۱۷ سوریه

جنوب غربی سوریه

آتش‌بس ژوئیه ۲۰۱۷ سوریه در هفتم ژوئیه، در حاشیهٔ نشست سران گروه ۲۰ در هامبورگ آلمان توسط دونالد ترامپ و ولادیمیر پوتین رؤسای جمهور آمریکا و روسیه مورد توافق قرارگرفت. این آتش‌بس که از روز یکشنبه ۹ ژوئیه ۲۰۱۷ به اجرا درآمد، مناطق جنوب غربی سوریه؛ بخش‌های نزدیک به مرزهای اردن و اسرائیل را دربرمی‌گیرد و آخرین تلاش بین‌المللی برای صلح در جنگ ۶ ساله سوریه است.

## توافق آتش‌بس
در پی نخستین دیدار رو در روی ولادیمیر پوتین و دونالد ترامپ، رئیسان جمهوری روسیه و آمریکا در حاشیه اجلاس سران ۲۰ در هامبورگ آلمان توافق بر سر ایجاد «مناطق بدون خشونت» در جنوب‌غربی سوریه، صورت گرفت. این آتش‌بس که همزمان با اردن نیز هماهنگ شده‌است از روز یکشنبه ۹ ژوئیه ۲۰۱۷ به اجرا درآمد و مناطق درعا، سویدا و قنیطره در جنوب غربی سوریه؛ نزدیک به مرزهای اردن و اسرائیل را دربرمی‌گیرد. توافق در برقراری این آتش‌بس، با این هدف صورت گرفته که مقدمه‌ای برای برقراری مناطق عاری از جنگ در جنوب سوریه باشد. این آتش‌بس مانند توافق‌های پیشین گروه موسوم به داعش را در بر نمی‌گیرد.

## شروع آتش‌بس
بنا به گزارش‌های منتشر شده این آتش‌بس آرامش و سکوت را به جبهه‌های جنوبی سوریه آورده‌است. یک مانیتورکننده گفت: از زمان شروع آتش‌بس در استان‌های درعا، قنیطره و سویدا، درگیری و خمپاره باران متوقف گردیده‌است. رامی عبدالرحمان رئیس دیده‌بان حقوق بشر که در بریتانیا مستقر است همین موضوع شروع آرامش را در سه استان بالا تأیید کرد.
سرگئی لاوروف وزیر خارجه روسیه گفت که ”این توافق شامل تأمین ورود کمکهای انسانی و اجرای تماس بین اپوزیسیون در این منطقه و مرکز نظارت که ساختن آن در امان در جریان است، می‌باشد.

## استمرار آتش‌بس
دیدبان حقوق بشر سوریه و یک مسئول در اپوزیسیون گفت که از زمان شروع آتش‌بس در صبح روز یکشنبه ۹ ژوئیه تاکنون، حملات هوایی و درگیری در جنوب غربی سوریه رخ نداده‌است رامی عبدالرحمان، مدیر دیدبان گفت که همزمان با به جریان افتادن این توافق در ظهر یکشنبه، آرامش سراسر جنوب سوریه را فراگرفته است.
سرگئی لاوروف، وزیر خارجه روسیه، گفت که دژبان‌های آن کشور، با همکاری اردن و ایالات متحده، بر روند ترک تخاصم نظارت خواهند کرد. عصام الریس، سخنگوی گروه موسوم به جبهه جنوب که از پشتیبانی ائتلاف به رهبری آمریکا برخوردار است، نیز گفت آرامش نسبی برقرار بوده‌است.

## موضعگیری‌ها

### داخلی
- هیئت عالی مذاکرات، موضع خود در مورد توافق آتش‌بس در جنوب سوریه را مشخص کرد و یحیی العریضی سخنگوی این هیئت توافق آتش‌بس در جنوب سوریه را بعنوان گامی مهم برای ممانعت از نفوذ بیشتر ایران و شبه نظامیان آن در این مناطق برشمرد.[۶]
- یک گروه از جریانات شورشی سوریه روز ۸ ژوئن ۲۰۱۷ قبل از اعلام توافق فوق در بحبوحهٔ اجلاس آستانه اعلام کرد که با هر آتش‌بسی که فقط بخشی از سوریه را دربرگیرد مخالف است. آنها گفتند که اینگونه توافقات هم سوریه و هم هیئت اپوزیسیون را دو شقه می‌کند.
- دولت سوریه دربارهٔ توافق آتش‌بس اظهارنظری نکرده‌است.[۵]

### خارجی
- دونالد ترامپ رئیس‌جمهور آمریکا در تویتر خود از شروع آتش‌بس ابراز خرسندی نمود. او در توئیت خود نوشت «بنظر می‌رسد آتش‌بس سوریه ادامه دارد. زندگی بسیاری حفظ می‌شود… خوب است».[۵]
- دولت اردن از توافق آتش‌بس در سوریه ابراز خرسندی کرد و اعلام کرد در اجرای آن کمک خواهد کرد.
- روسیه گفت: امیدوار است که این آتش‌بس مناطق عاری از جنگ را به دنبال داشته باشد.[۱]
- وزیر دفاع انگلستان، مایکل فالون، توافق آتش‌بس را ستود اما ابراز داشت که قبلاً هم از این توافقات بوده اما در عمل نقض شده‌اند.[۵]
- بنیامین نتانیاهو نخست‌وزیر اسرائیل در روز شروع آتش‌بس؛ یکشنبه ۹ ژوئن ۲۰۱۷ اعلام کرد وی از این آتش‌بس به صورت مشروط استقبال می‌کند. شرط اسرائیل این است که این آتش‌بس نباید موجب گسترش رخنهٔ نظامی دولت ایران و شبه نظامیان طرفدار آن در جنوب و در تمام سوریه گردد.[۷]
- رکس تیلرسون وزیر امور خارجه آمریکا با تأیید این توافق را طلیعه‌دار صلح در سوریه دانست و در عین حال تأکید کرد که آمریکا «آینده دراز مدتی برای خاندان اسد در سوریه نمی‌بیند».[۸][۹]
- هربرت ریموند مک مستر، مشاور امنیت ملی رئیس‌جمهوری آمریکا، توافق روسیه و ایالات متحده برای برقراری آتش‌بس در مناطق جنوب غربی سوریه را «گامی مهم» در روند مقابله با گروه داعش و تلاش‌ها برای ایجاد صلح توصیف کرد.[۱۰]

### بین‌المللی
- روز دوشنبه ۱۰ ژوئیه ۲۰۱۷ , استفان دی میستورا، فرستاده ملل متحد به سوریه در جریان یک کنفرانس مطبوعاتی در ژنو گفت: اکنون شرایط برای دستیابی به پیشرفتی جهت پایان دادن به جنگ در سوریه مهیاست و اکنون احتمال دستیابی به یک پیشرفت، بیش از گذشته وجود دارد.[۱۱]
- رمزی عزالدین رمزی، دستیار استفان دی میستورا، نماینده ویژه سازمان ملل در سوریه گفت که توافق آتش‌بس «گامی در مسیر درست» است و منجر به ایجاد فضای مناسب برای اجرای مذاکرات در ژنو خواهد شد.

### رسانه‌ها
- آسوشیتدپرس گفت که این توافق نشاندهنده سطح جدیدی از دخالت ایالات متحده در تلاش برای حل و فصل جنگ داخلی سوریه می‌باشد.[۱۲]

## دور جدید مذاکرات ژنو
در حالیکه ملل متحد تلاش می‌کند با تمرکز بر گفتگو روی مسائل قانون اساسی و قانونی مربوط به روند سیاسی، در دور هفتم به یک پیشرفت دست پیدا کند، روز ۱۰ ژوئیه دور جدید مذاکرات سوریه در ژنو شروع شد که هیئتهای رژیم و اپوزیسیون را گرد هم آورد.

## نقض آتش‌بس توسط رژیم اسد
به نقل از خبرگزاری رویتر در ۲۵ ژوئیه ۲۰۱۷ سرویس‌های امدادی ۸ کشته بر اثر بمباران هواپیماهای جنگی رژیم اسد که شامل ۵ کودک و ۲ بوده‌است را نتیجه نقض آتش‌بس و بعد از اعلان ترک مخاصمات در غوطه شرقی اعلام کردند.
مناطق عین ترما نیز طبق گفته مرکز دفاع مدنی سه بار مورد حمله هواپیماهای جنگی رژیم اسد قرار گرفته و خسارات زیادی به خانه‌ها وارد کرده‌است.